# زمان امارات متحده عربی

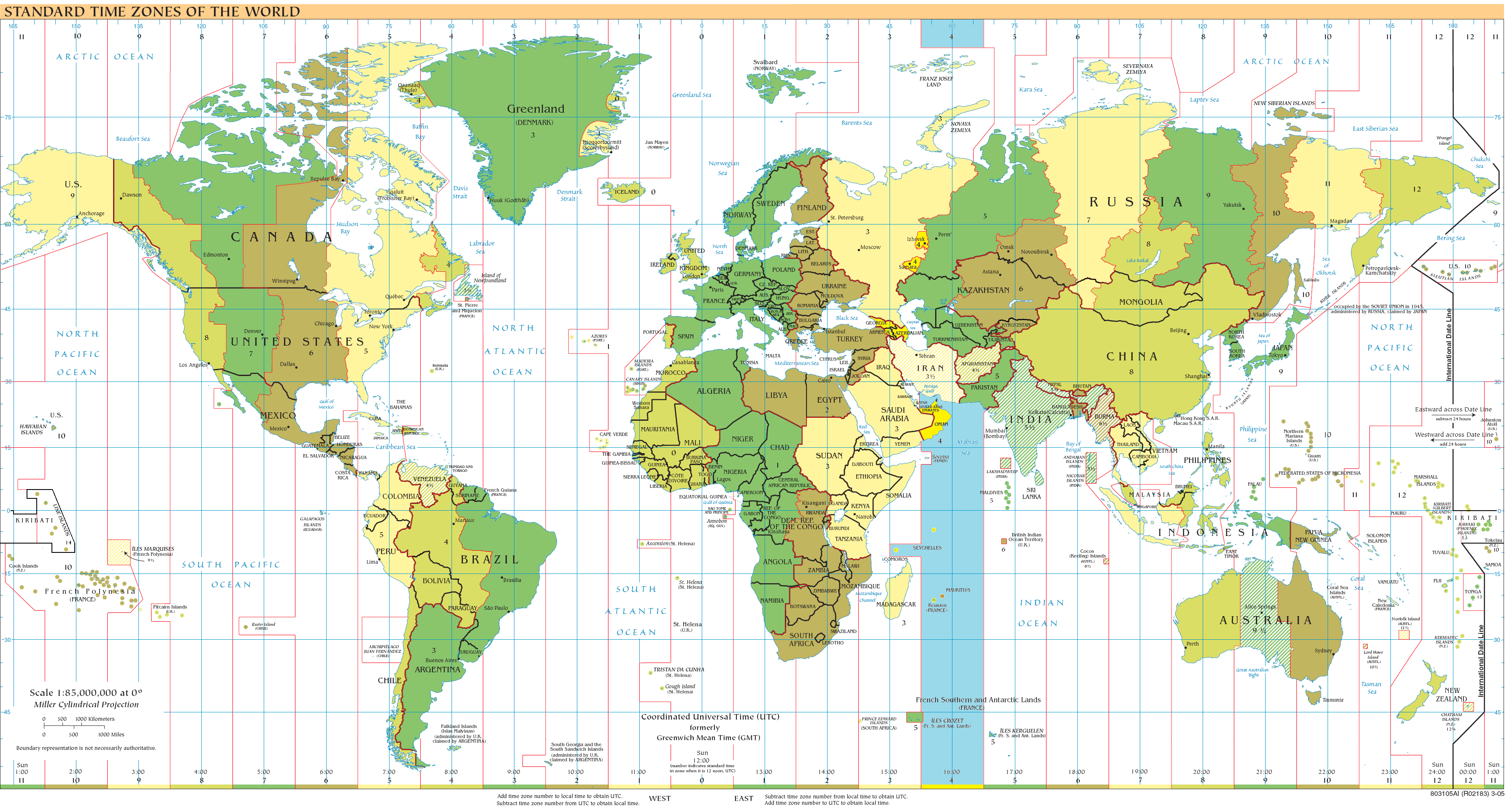
منطقه زمانی UTC +۰۴:۰۰ (آبی)

زمان امارات متحده عربی یا زمان استاندارد امارات متحده عربی یک منطقه زمانی برای امارات متحده عربی است که ۴ ساعت جلوتر از ساعت گرینویچ / ساعت هماهنگ جهانی است (یوتی‌سی ۴:۰۰+). این کشور با همسایه خود عمان بر روی یک خط است و زمان مشترکی دارند. امارات متحده عربی ساعت خود را به ساعت تابستانی تغییر نمی‌دهد.